# 이민지 (농구 선수)
이민지(2006년 7월 15일 ~ )은 대한민국의 농구 선수이다. 한국여자프로농구(WKBL) 아산 우리은행 우리WON 소속으로 포지션은 가드이다.

## 경력
2024년 8월에 열린  WKBL 신입선수 선발회에서 1라운드 전체 6순위로 아산 우리은행 우리WON에 지명되었다.